# Октябрьское городское поселение (Архангельская область)
Октябрьское городское поселе́ние или муниципальное образование «Октябрьское» — упразднённое муниципальное образование со статусом городского поселения в составе Устьянского муниципального района Архангельской области России.
Соответствовало административно-территориальным единицам в Устьянском районе — посёлку городского типа Октябрьский и Чадромскому сельсовету (с центром в деревне Чадрома).
Административный центр — пгт Октябрьский.

## География
Находится в юго-восточной части Устьянского района.
Крупнейшими реками поселения являются Устья и Соденьга.
Граничит:
- на севере и востоке с муниципальным образованием «Березницкое»
- на юге с муниципальным образованием «Шангальское» и с муниципальным образованием «Малодорское» .
- на западе с Вельским районом.

## История
Муниципальное образование было образовано законом от 23 сентября 2004 года.
В сентябре 2022 года городское поселение вместе с остальными сельскими поселениями муниципального района были упразднены и преобразованы путём их объединения в Устьянский муниципальный округ.

## Население
| 2006    | 2010    | 2011    | 2012    | 2013    | 2014    | 2015    |
| ------- | ------- | ------- | ------- | ------- | ------- | ------- |
| 10 987  | ↘10 723 | ↘10 699 | ↘10 578 | ↘10 494 | ↘10 484 | ↗10 517 |
| 2016    | 2017    | 2018    | 2019    | 2020    | 2021    |         |
| ↗10 519 | ↗10 539 | ↘10 505 | ↘10 427 | ↘10 382 | ↘10 333 |         |

## Населённые пункты
На территории поселения находились населённые пункты:
| №  | Населённый пункт   | Тип населённого пункта | Население |
| -- | ------------------ | ---------------------- | --------- |
| 1  | Казарма 880-881 км | населённый пункт       | ↘19       |
| 2  | Казарма 884 км     | населённый пункт       | →0        |
| 3  | Анциферовская      | деревня                | →3        |
| 4  | Белоусово          | деревня                | ↗1        |
| 5  | Беляевская         | деревня                | ↘2        |
| 6  | Бываловская        | деревня                | ↘10       |
| 7  | Вахрушевская       | деревня                | ↗5        |
| 8  | Верхняя Поржема    | деревня                | ↗17       |
| 9  | Костылево          | деревня                | ↘61       |
| 10 | Костылево          | посёлок                | ↘635      |
| 11 | Красный Бор        | посёлок                | ↘24       |
| 12 | Леонтьевская       | деревня                | ↘5        |
| 13 | Лосевская          | деревня                | ↘6        |
| 14 | Михайловская       | деревня                | ↘11       |
| 15 | Мягкославская      | деревня                | ↘24       |
| 16 | Неклюдовская       | деревня                | →0        |
| 17 | Октябрьский        | рабочий посёлок        | ↘9008     |
| 18 | Павлицево          | деревня                | ↗81       |
| 19 | Петраково          | деревня                | →0        |
| 20 | Прокопцевская      | деревня                | ↘219      |
| 21 | Рыжковская         | деревня                | ↘43       |
| 22 | Сушзавода          | посёлок                | ↗29       |
| 23 | Чадрома            | деревня                | ↗104      |
| 24 | Шастов Починок     | деревня                | →0        |